# Žust
Žust  je priimek več znanih Slovencev:
- Andrej Žust, hornist (rogist) berlinske filharmonije
- Jakob Žust, župnik
- Janko Žust (*1935), veterinar
- Milan Žust (*1967), jezuit, misiolog, pred. Gregoriane v Rimu
- Slavko Žust, umetnostni zgodovinar, glasbenik basist&avtor &računalničar (notacije..)